# Пропалестинские протесты в университетских кампусах (2024)
Пропалестинские протесты в университетских кампусах — серия акций протеста в кампусах университетов США и других стран в знак протеста против военной операции Израиля в Секторе Газа, проводимой в ответ на вторжение ХАМАС в Израиль. Акции протеста начались в апреле 2024 года в университетах США и распространились на ряд университетов других стран, включая Австралию, Великобританию, Францию, Индию, Канаду и Ливан. По состоянию на 10 мая 2024 года протесты в США проходили в 130 университетах, а к июню 2024 года распространились на более чем 180 университетов по всему миру. Основным центром начала протестов был Колумбийский университет в Нью-Йорке, что породило ассоциации с протестами 1968 года. Студенты во многом имитируют протесты студенческих кампусов против апартеида в Южной Африке 1980-х годов.
По мнению НКО ACLED, 97 % акций протеста были мирными. В то же время администрация ряда университетов пожаловалась на вандализм, а ряд еврейских студентов — на лозунги протестующих, воспринятые как антисемитские. По состоянию на 10 мая 2024 года было арестовано 2900 протестующих в 61 кампусе; по крайней мере в 7 университетах администрация согласилась пойти на уступки протестующим, ограничив сотрудничество c Израилем.

## Предыстория

#### Сидячая забастовка в Гринсборо
Студенческие движения в университетах США набрали силу в 1960-х годах, совпав с движением за права чернокожих и внеся значительный вклад в его успех. В 1960 году четверо афроамериканских студентов устроили сидячую забастовку в сегрегированной столовой в магазине Woolworth's в Гринсборо, Северная Каролина. В течение нескольких недель сидячие забастовки распространились по всей стране, что привело к интеграции столовых на юге США. Сидячие забастовки распространились на сегрегированные пляжи, гостиницы и библиотеки, став важнейшим повортным пунктом в борьбе за гражданские права.

#### Протесты против войны во Вьетнаме
Самые крупные же студенческие протесты в США произошли в 1970 году в Кентском Государственном Университете в Огайо, где студенты протестовали против войны во Вьетнаме. В ходе этих протестов полиция открыла огонь по демонстрантам, убив четырёх и ранив девять человек. Это событие вызвало массовую забастовку, в которой приняли участие четыре миллиона студентов, что стало крупнейшим студенческим протестом в истории США. Были закрыты сотни колледжей и университетов, но это не прекратило протесты. Вскоре после этого президент Никсон принял решение о завершении войны.

#### Протесты против режима апартеида в ЮАР
В 1976 году примерно 20 тысяч чернокожих студентов в Соуэто, ЮАР, собрались на митинг против плана правительства апартеида ввести школьные уроки на африкаанс – западногерманском языке голландских колоний в Южной Африке XVII века. При разгоне вооружённой полицией погибли сотни демонстрантов. Вскоре группы по всему миру, в том числе студенческие активисты в США, стали требовать от университетов отказаться от акций корпораций которые торгуют или ведут деятельность в Южной Африке, а также других ценных бумаг, связанных с режимом. Попечительские советы оказались под давлением протестующих.
Кампании студенческих кампусов по прекращению инвестиций начались в 1977 году с Университета штата Мичиган и Стэнфордского университета. Первые успехи были достигнуты в 1978 году в Университете штата Мичиган, Колумбийском университете и Университете Висконсин-Мэдисон. Первоначальная продажа активов Колумбийским университетом была сосредоточена в основном на облигациях и финансовых учреждениях, непосредственно связанных с южноафриканским режимом. Она последовала за продолжавшейся год студенческой кампанией по блокированию назначения бывшего госсекретаря Генри Киссинджера, который играл ключевую роль в планировании и реализации стратегии войны во Вьетнаме, включая бомбардировки Камбоджи и Лаоса, на именную кафедру в Колумбийском университете.
Будущий президент США Барак Обама, являясь студентом Оксидентал-колледжа в Лос-Анджелесе в 1980 году, также участвовал в протестах по бойкотированию апартеидного ЮАР. Активизм резко возрос в 1984 году на волне общественного интереса, вызванного широким освещением по телевидению усилий сопротивления чернокожих южноафриканцев. Согласно анализу Ричарда Найта к 1984 частично или полностью отозвали инвестиции 53 образовательных учреждения, а к 1988 году уже 155. В 1994 году режим апартеида в ЮАР завершился.

#### Кампании против Израиля
Кампании по дивестициям, направленные против Израиля, впервые привлекли внимание СМИ в 2002 году, во многом благодаря громким ходатайствам о продаже активов, поданным в Гарвардском университете и Массачусетском технологическом институте. Позже в том же году южноафриканский лауреат Нобелевской премии мира 1984 года Десмонд Туту призвал международное сообщество относиться к Израилю так же, как оно относилось к апартеиду в Южной Африке.
Кампания академического бойкота Израиля была начата в апреле 2004 года группой палестинских учёных и интеллектуалов в Рамалле на Западном Берегу, которые сформировали Палестинскую кампанию академического и культурного бойкота Израиля. С тех пор предложения об академическом бойкоте отдельных израильских университетов и ученых были сделаны учеными и организациями в США, Великобритании и других странах. Цель предлагаемых академических бойкотов – изолировать Израиль, чтобы заставить изменить его политику по отношению к палестинцам, которая, по мнению сторонников бойкотов, является дискриминационной и репрессивной, включая угнетение академической свободы палестинцев.
Некоторые учебные заведения публично отказываются от политики бойкотирования. Так, в 2009 году Норвежский университет естественных и технических наук отверг академический бойкот Израиля, заявив, что возможность сотрудничать с израильскими учеными и слышать их взгляды на конфликт имеет решающее значение для изучения причин конфликта и того, как его можно решить. В 2012 году президент Пенсильванского университета Эми Гутманн заявила, что университет «неоднократно чётко заявлял, что не поддерживает санкции или бойкот против Израиля».

## Протесты по странам

### США
Первые акции протеста в США прошли в ноябре и декабре 2023 года, вскоре после начала израильской операции в ответ на нападение боевиков ХАМАС на Израиль 7 октября 2023 года. Они активизировались на фоне выступления 17 апреля 2024 года президента Колумбийского университета Немат (Минуш) Шафик в Конгрессе США, где её обвинили в недостаточных мерах по борьбе с антисемитизмом в кампусе университета. Незадолго до её выступления на территории кампуса появился палаточный городок протестующих. Полиция (прибывшая в кампус впервые с 1968 года) разогнала протестующих, задержав около 100 студентов. Однако на следующий день палаточный городок появился снова. В ночь на 1 мая полицией была проведена операция по разгону протестующих и ликвидации палаточного городка. Из соображений безопасности Колумбийский университет впервые в истории принял решение отменить ежегодную церемонию торжественного вручения дипломов.
Полицией 2 мая был освобождён от протестующих студентов также и кампус Калифорнийского университета в Лос-Анджелесе; в протестах принимало участие около 1000 человек, из них 200 было арестовано.
В столице США полиция 8 мая провела аресты в пропалестинском палаточном лагере в университете Джорджа Вашингтона; всего в протестах, начавшихся 18 апреля, к этому времени было арестовано уже более 2600 человек в 50 университетских кампусах.
Ещё три палаточных городка было разобрано 9 мая: в Университете Пенсильвании, Массачусетском технологическом институте и Университете Аризоны; десятки протестующих были арестованы.
В Калифорнийском университете в Ирвайне протестующие 15 мая захватили одно из университетских зданий и пытались забаррикадироваться. Прибывшая через несколько часов полиция освободила здание и ликвидировала палаточный городок на территории кампуса, 47 человек было арестовано.
В 6 университетах Калифорнии 28 мая преподаватели и другой персонал начали забастовку, организованную профсоюзом рабочих автомобильной промышленности, с требованием амнистии для всех участников студенческих протестов. Суд округа Ориндж решением от 7 июня обязал их прекратить забастовку, поскольку их требования не связаны с условиями труда.

### Франция
Во Франции 26 апреля 2024 года около 60 протестующих студентов заняли центральное здание кампуса Института политических исследований (Sciences Po). Здание было разблокировано полицией 3 мая, после чего институт объявил о переходе на дистанцированную форму работы. Протесты также проходили и в Сорбонне.

### Нидерланды
В Нидерландах протесты охватили Амстердамский и Утрехтский университеты, неоднократно происходили стычки протестующих с полицией. В демонстрации у Амстердамского университета 7 мая принимали участие около 3 тысяч человек (как студентов, так и преподавателей); основным требованием протестующих был полный академический бойкот Израиля. Полиция разогнала демонстрацию, по крайней мере 167 человек было арестовано, однако протесты продолжались и в следующие дни.

### Швейцария
Около 100 студентов заняли одно из зданий Лозаннского университета, требуя прекратить научное сотрудничество с Израилем.

### Германия
В Германии около 30 студентов 3 мая заблокировали вход в Берлинский университет имени Гумбольдта.

### Великобритания и Ирландия
Центром протестов в Великобритании стал Университетский колледж Лондона, также акции протеста проходили в других университетах страны. Палаточные городки протестующих появились на территории Кембриджа и Оксфорда, требуя раскрытия информации об инвестициях и прекращение академических связей с Израилем и компаниями, ведущими в Израиле деятельность; открытое письмо в поддержку протестов подписало более 200 преподавателей Оксфорда. Присоединились к пропалестинским протестам и студенты Тринити-колледжа в Дублине.

### Другие страны
- Австралия — Сиднейский университет[49];
- Австрия — Венский университет[8];
- Бельгия — Брюссельский свободный университет и Гентский университет[8];
- Дания — Университет Копенгагена[47];
- Индия — Университет Джавахарлала Неру[49]
- Испания — Валенсийский университет, Университет Барселоны, Университет Страны Басков[47][49];
- Италия — Университет Сапиенца, Флорентийский университет, Павийский университет и другие[49][51];
- Канада — Университет Макгилла, Университет Торонто и Университет Британской Колумбии[49];
- Мексика — Национальный автономный университет Мексики[8];
- Новая Зеландия — Оклендский университет[49];
- Финляндия — Университет Хельсинки[8];
- Южная Корея — Сеульский университет[8];
- Япония — Университет Васэда и другие[49].

## Тактики протестующих
Основными тактиками протестов были захват пространств, скандирование лозунгов, пение песен, проведение коллективных молитв (как мусульманских, так и межконфессиональных), проецирование изображений на учебные здания.
Администрация ряда университетов пожаловалась на вандализм в отношении их собственности со стороны пропалестинских активистов, а ряд еврейских студентов — на риторику активистов, воспринимаемую ими как антисемитизм.
По мнению НКО ACLED, большинство акций протеста были мирными. Согласно классификации ACLED, акция является насильственной, только если происходит «физическое насилие, выходящее за рамки толкания»; при этом нанесение граффити и надписей аэрозольной краской «не является достаточным повреждением собственности», чтобы характеризовать акцию как насильственную. В соответствии с этими критериями, из 553 демонстраций в США в период с 18 апреля по 3 мая насилие или серьёзный материальный ущерб были отмечены ACLED только в 20 случаях. Наибольшим насилием сопровождались протесты в Колумбийском университете и Университете штата Орегон в Портленде, а также в Калифорнийском университете в Лос-Анджелесе, где произошли стычки между пропалестинскими и произраильскими протестующими.
В частности, в Колумбийском университете отмечалась поддержка протестующими террористической организации ХАМАС и её боевого крыла, Бригад «Изз ад-Дин аль-Кассам», с призывами к ним «убить ещё солдата» израильской армии и «сжечь Тель-Авив дотла», а также характеристика участников произраильской контрдемонстрации как «евреев» и призыв к ним «возвращаться обратно в Европу» или «обратно в Польшу». НКО «Антидиффамационная лига» отметила оправдание насилия и угрожающую риторику со стороны протестующих, направленные как на Израиль и его граждан, так и на его американских сторонников (к которым, в той или иной мере, относится большинство американских евреев).
Администрации университетов связывали обострение протестов с появлением посторонних агитаторов, что и служило причиной вызова полиции. Университеты США представляют собой обособленные городки с собственной службой безопасности, вызов отрядов полиции в защитном снаряжении для подавления беспорядков является исключительным событием.

## Требования протестующих
Основными требованиями были:
- прекратить сотрудничество университетов с производителями оружия, поставляющими продукцию в Израиль (включая Boeing и Lockheed Martin);
- прекратить принимать средства на научно-исследовательские проекты для Израиля;
- отчитываться о принятых от Израиля средствах и их расходовании;
- не вкладывать активы университетских фондов в израильские компании или компании, сотрудничающие с Израилем (включая Microsoft, Alphabet и Amazon);
- прекратить сотрудничество с «сионистскими» и некоторыми еврейскими организациями;
- изгнать «сионистов» из кампусов и руководящих органов университетов;
- предоставить амнистию для всех участников протестов.

За последние 20 лет, по официальным данным, около 100 колледжей США получили из Израиля около 375 млн долларов в виде грантов или контрактов на исследования, однако считается, что эта сумма может быть значительно больше, поскольку строгого учёта таким пожертвованиям и контрактам не ведётся.
По данным инвестиционного отдела Калифорнийского университета, активы университетских фондов США в сумме составляют 175 млрд долларов, из них 32 млрд долларов можно отнести к категориям, относительно которых ведутся протесты, включая гособлигации США (12 млрд долларов), средства под управлением Blackstone (8,6 млрд долларов), средства, вложенные в компании, связанные с производством оружия (3,3 млрд долларов), средства под управлением BlackRock (2,3 млрд долларов).

## Организаторы протестов
Основным организатором протестов называют движение BDS, возникшее в 2005 году и призывающее к бойкоту, деинвестированию и санкциям против Израиля. К нему примыкает ряд антисионистских еврейских организаций, осуждающих политику Израиля в отношении палестинцев, сравнивая её с режимом апартеида в ЮАР (Jewish Voice for Peace, IfNotNow, Students for Justice in Palestine) и имеющих отделения в большинстве университетов США и Канады.
Прокремлёвские медиа, действовавшие в рамках операции «Доппельгангер», обвинялись в распространении дезинформации и использовании ситуации с целью усиления раскола в американском обществе. Они распространяли фальшивую статью издания Washington Post с заголовком «Сорос платит $30 в час за антисемитизм». В статье бездоказательно утверждается, что протестующие в колледжах США «финансируются фондами Рокфеллера и Сороса».
Некоторые представители Республиканской партии США выдвигали предположение, что протесты получают финансирование от Джорджа Сороса, Rockefeller Brothers Fund и зарубежных структур. В частности, они отмечали идентичность палаток и плакатов протестующих в разных частях США.

## Отношение к протестам
Согласно опросу, проведённому Generation Lab 3-6 мая среди 1250 студентов в США, в протестах принимали участие 8 % студентов, одобрительно к ним относились 45 %, нейтрально — 30 %, отрицательно — 24 %.
Опрос, проведённый британской аналитической компанией YouGov среди 9 тыс. взрослых американцев показал, что к протестам отрицательно относятся 47 % населения, а положительно — 28 %. Треть американцев считает, что администрация университетов была недостаточно жёсткой по отношению к протестам, чрезмерными принятые меры сочли 16 % опрошенных, реакцию оценили как адекватную 20 %, остальные затруднились ответить.
Согласно опросу, проведённому Intelligent.com 7 мая среди 763 студентов в США, 65 % из них сообщили, что поддерживают пропалестинские выступления в университетах. Среди студентов сторонников протеста более половины заявили, что симпатизируют ХАМАС, а каждый десятый признался, что имеет неблагоприятное мнение о евреях.
Президент США Джо Байден осудил протесты, назвав их антисемитскими, как и НКО «Антидиффамационная лига», лидирующая организация по борьбе с антисемитизмом.
Глава Ирана аятолла Али Хаменеи обратился к протестующим в кампусах с открытым письмом, одобрив их деятельность.